# Dioscorea diversifolia
Dioscorea diversifolia är en enhjärtbladig växtart som beskrevs av August Heinrich Rudolf Grisebach. Dioscorea diversifolia ingår i släktet Dioscorea och familjen Dioscoreaceae. Inga underarter finns listade i Catalogue of Life.